# Ringenwalde (Temmen-Ringenwalde)

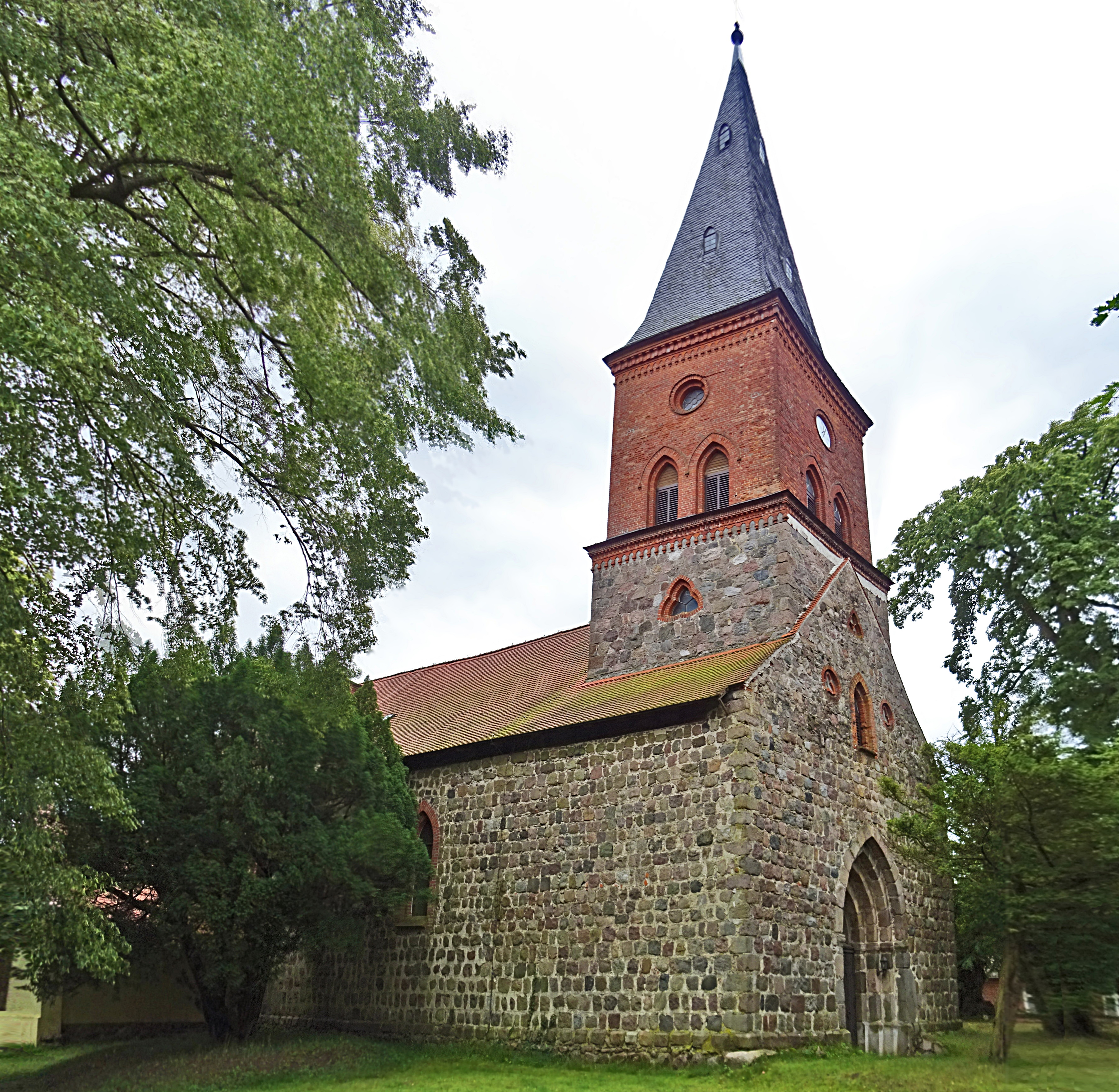
Dorfkirche Ringenwalde

Ringenwalde ist ein bewohnter Gemeindeteil der Gemeinde Temmen-Ringenwalde im Landkreis Uckermark in Brandenburg. Bis zum 31. Dezember 2001 war Ringenwalde eine eigenständige Gemeinde, die vom Amt Templin-Land verwaltet wurde.

## Lage
Ringenwalde liegt im Biosphärenreservat Schorfheide-Chorin, etwa 20 Kilometer westlich von Angermünde und neun Kilometer nördlich von Joachimsthal. Im Süden grenzt Ringenwalde an den Landkreis Barnim. Umliegende Ortschaften sind Milmersdorf im Norden, Poratz im Osten, die bereits im Landkreis Barnim liegenden Dörfer Parlow im Südosten und Friedrichswalde im Süden sowie der zur Stadt Templin gehörende Ortsteil Gollin im Westen. 
Zur Gemarkung Ringenwaldes gehören neben dem Hauptort Ringenwalde auch die Wohnplätze Ahlimbsmühle, Ahlimbswalde, Hessenhöhe, Julianenhof, Libbesicke und Luisenau. Größere Seen der Gemarkung sind der Libbesickesee, der Lübelowsee, der Briesensee, der Proweskesee und der Große Kelpinsee. Im Norden von Ringenwalde entspringt die Ucker.
Ringenwalde ist von einer Endmoränenlandschaft umgeben. Durch den Ort verläuft die Landesstraße 23 von Joachimsthal nach Templin.

## Geschichte
Das Gebiet um Ringenwalde war schon in der Jungsteinzeit besiedelt. Davon zeugt ein südlich von Ringenwalde liegendes, rund 3.500 Jahre altes Hügelgräberfeld mit einer Informationstafel und einem rekonstruierten Grab.
Die Ringenwalder Dorfkirche wurde im 13. Jahrhundert geweiht. Erstmals schriftlich erwähnt wird es als markgräflicher Urkundsort "Ryngenwolde" 1316, die Zuordnung gilt aber als unsicher. Der Ortsname beschreibt eine „ringförmige Vertiefung im Walde“. Die gesichert erste schriftliche Erwähnung als "Rynghewolde" ist 1375 belegt, damals besaß das Dorf eine Windmühle, 64 Hufen und 4 Pfarrhufen, die sämtlich wüst gefallen waren, dazu 48 Kossäten, von denen nur 19 besetzt waren. An einem der Seen gab es Garnzugfischerei. Allerdings gab es sechs Krüge, während also offensichtlich die Landwirtschaft völlig am Boden lag, profitierte der Ort noch von seiner Lage an einer Handelsstraße als Rastplatz für Gewerbetreibende.
1416 erhielt die Adelsfamilie von Ahlimb ein erstes Lehen von 16 Hufen, die Familie war im Dorf wohnhaft. 1493 wurde Ringenwalde Pfarrdorf. 1579 gab es im Dorf 9 Bauern, 22 Kossäten, 15 Hufen, 3 Schäfer, 1 Schmied und einen Hirten. 1595 plant die Familie von Ahlimb den Bau einer Windmühle in Ringenwalde, der Kurfürst stimmt dem 1602 zu, spätestens 1624 ist die Mühle aktiv.
1624 waren im Dorf drei Rittergüter der Familie verzeichnet, daneben gab es 9 Bauern, 27 Kossäten sowie 17 abgabepflichtige Hufen und einen Windmüller. Über das 17. Jahrhundert gelang es der Familie nicht, Ringenwalde gedeihen zu lassen - 1687 lag die Hälfte der Feldmark Ringenwalde wüst, die Mühlen (neben der Windmühle die Wassermühle in Ahlimbsmühle) waren ebenso wüst gefallen wie die Pfarre, es gab nur noch 2 Rittersitze, nur noch 2 Bauernhöfe und 3 Kossätenhöfe sowie einen Krug. In einem Bericht aus dem Jahre 1701 wird geschildert, das Wiesen und Fischerei nur der "Obrigkeit" gehöre, "im Winter stehts mit dem Vieh schlecht", die Äcker "teils gut, meistens schlecht und sandig", die Vorwerke Poratz und Libbesicke seien wüst.

Erst im 18. Jahrhundert gelingt eine Erholung: 1734 waren in Ringenwalde wieder 11 Bauern, zwei Hirten, ein Schäfer, ein Radmacher, ein Müller, ein Schmied, ein Leineweber, 22 Knechte und neun Mägde verzeichnet. Zwischen 1740 und 1742 ließen die Grafen Saldern-Ahlimb ein Schloss errichten und legten den heute noch vorhandenen Park an, 1757 wird erstmals eine Ziegelei im Besitz der Familie erwähnt. 1801 konnte der Ort 6 Vollbauern, 3 Halbbauern, zwei Fischer, einen Radmacher, eine Schmiede, einen Krug und eine Windmühle vorweisen, dazu die Ziegelei und einen Förster über 7256 Morgen.

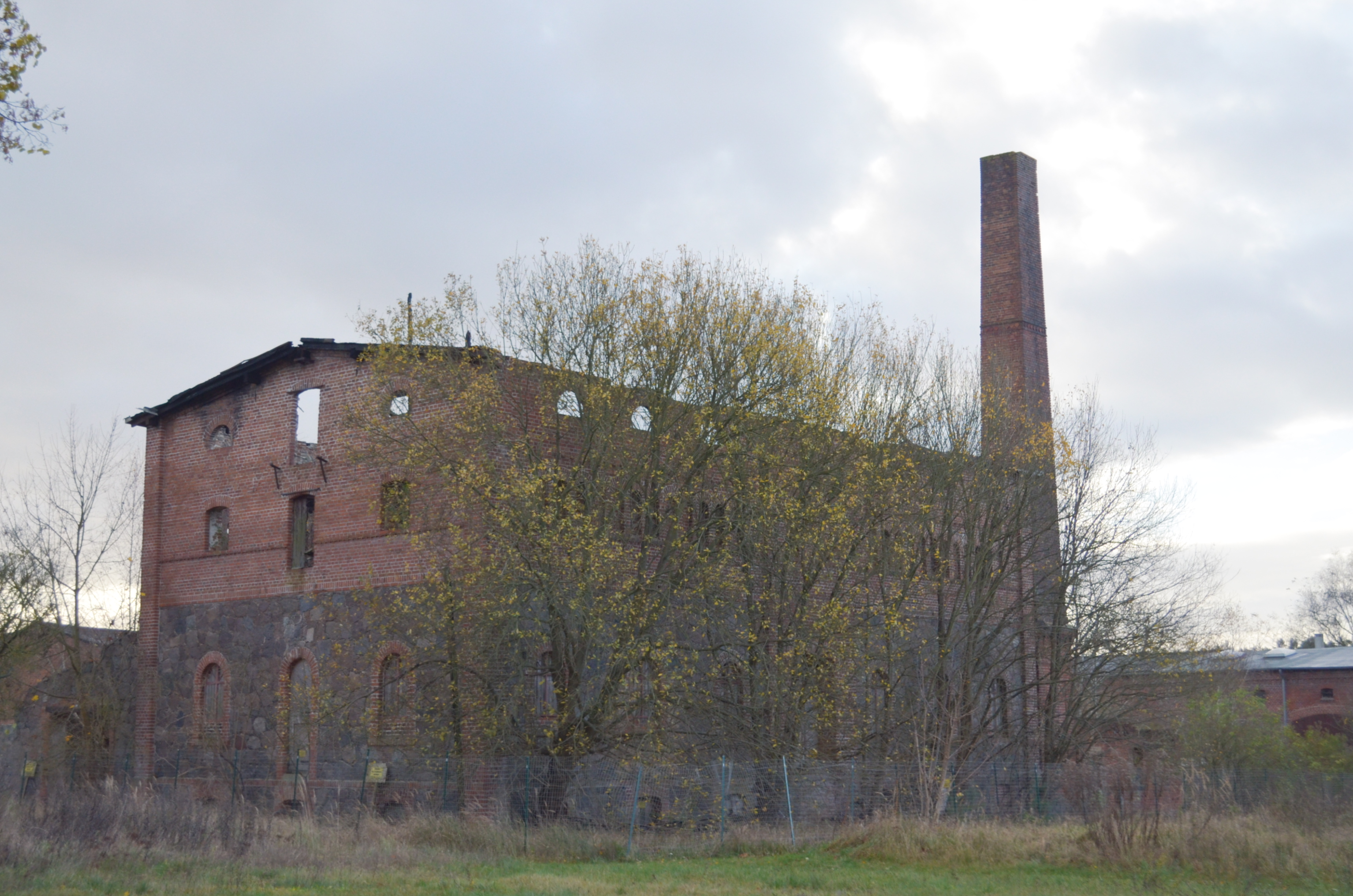
Ausgebrannte Ruine der Alten Brennerei, Ringenwalde

Am 4. Juni 1830 starb mit Gustav Andreas von Ahlimb der letzte männliche Vertreter der Familie von Ahlimb. Bereits im Vorfeld hatte die Familie daher 1827 die Namensvereinigung von Saldern-Ahlimb und im Sommer 1840 den Grafentitel verbunden mit dem Recht der Primogenitur und der Geburt aus adeliger Ehe zu der Namensform von Saldern-Ahlimb-Ringenwalde erhalten, geknüpft an das Familienfideikommiss Ringenwalde. 1829 brannte das Schloss komplett ab und wurde in den Jahren 1830 bis 1854 wieder aufgebaut. Zwischen 1820 und 1840 wurde der zuvor barocke Schlosspark unter dem Einfluss Peter Joseph Lennés zu einem Landschaftspark umgestaltet, 1850 wurde gegenüber des Schlosses eine zum Gut gehörende Brennerei errichtet. die seit mindestens 1861 aktiv war.
1879 gehört Ringenwalde dem Oberst z. D. von Saldern-Ahlimb. Dazu gehörte die Brennerei mit Dampfbetrieb und die Ziegelei. Bereits vor 1914 geriet der ansonsten gut aufgestellte Gutsbetrieb durch private Mangelwirtschaft und Spielsucht des Betreibers, Leopold Graf Saldern-Ahlimb-Ringenwalde, immer mehr in große Probleme. Es blieb nur der Kernbetrieb bis zur großen Wirtschaftskrise 1929/30. Dieser beinhaltet für Rittergut Ringenwalde mit Julianenhof 1629 ha, Rittergut Ahlimbswalde 343 ha, Rittergut Poratz 767 ha, Gut Louisenau 150 ha und Rittergut Libbesicke mit Anteilen in Ahlimbswalde 1162 ha Land.  Mit weiteren stufenweisen Verkäufen bis 1934 wurde die Aufsiedlung und die Veräußerung des Herrenhauses an den NS-Fiskus abgeschlossen.
Im Zweiten Weltkrieg wurde das Schloss als Lazarett genutzt und mit dem Herannahen der Roten Armee 1945 von Einheiten der Waffen-SS gesprengt. Die Ruine wurde ein Jahr später abgerissen. Der Park verwilderte daraufhin und wurde in den Jahren 1991 bis 1993 denkmalgerecht restauriert.
Bereits 1849 war Ringenwalde von Eberswalde aus über Joachimsthal per Zug angeschlossen. Zwischen 1898 und 2006 war der Bahnhof an der Bahnstrecke Britz–Fürstenberg in Betrieb, dieser wurde im Dezember 2018 als Haltepunkt an der Bahnstrecke Eberswalde-Templin wieder aufgenommen, im Dezember 2022 jedoch bereits wieder eingestellt.
Ringenwalde lag seit jeher im Königreich Preußen, zwischen 1818 und 1945 war der Ort Teil des Regierungsbezirkes Potsdam. Am 25. Juli 1952 wurde Ringenwalde dem neu gebildeten Kreis Templin im Bezirk Neubrandenburg zugeordnet. Nach der Wende lag die Gemeinde zunächst im Landkreis Templin, 1992 schloss sie sich dem Amt Templin-Land an. Mit der brandenburgischen Kreisreform vom 6. Dezember 1993 wurde sie dem Landkreis Uckermark zugeordnet. Am 31. Dezember 2001 wurde Ringenwalde mit der Gemeinde Temmen zu der neuen Gemeinde Temmen-Ringenwalde zusammengelegt und in das Amt Gerswalde umgegliedert.
Unmittelbar nach der Wende 1991 entwarf der Berliner Kulturmanager Eberhard Knödler-Bunte in Zusammenarbeit mit dem damaligen Bürgermeister des Dorfes umfangreiche Planungen zur Neugestaltung des Dorfes, entsprechende Aktivitäten im Ort versandeten jedoch.
1993 wurde das Gebäude der Alten Brennerei unter Denkmalschutz gestellt. Nach der Wende war dort ein „Gesundheitshaus Ringenwalde“ geplant, im Zuge der Planungen dazu kam es im Landesgesundheitsministerium unter Regine Hildebrandt zwischen 1992 und 1994 zu schweren Verstößen gegen das Haushaltsrecht, wegen der juristisch gegen leitende Mitarbeiter von Hildebrandt und sie selbst ermittelt wurden, zur Realisierung der Pläne kam es nicht. 2012 wurde das Gebäude von der Immanuel Diakonie Berlin erworben, die einen Weiterverkauf beabsichtigte, als das Gebäude 2016 aus ungeklärtem Grund niederbrannte. Seither steht das ortsbildprägende Gebäude leer.

## Bevölkerungsentwicklung
| Jahr | Einwohner | Jahr | Einwohner | Jahr | Einwohner |
| ---- | --------- | ---- | --------- | ---- | --------- |
| 1734 | 194       | 1840 | 439       | 1939 | 620       |
| 1774 | 289       | 1858 | 486       | 1946 | 841       |
| 1801 | 301       | 1895 | 416       | 1964 | 668       |
| 1817 | 351       | 1925 | 467       | 1971 | 600       |

| Jahr | Einwohner | Jahr | Einwohner | Jahr | Einwohner |
| ---- | --------- | ---- | --------- | ---- | --------- |
| 1875 | 583       | 1939 | 584       | 1981 | 502       |
| 1890 | 594       | 1946 | 841       | 1985 | 489       |
| 1910 | 538       | 1950 | 855       | 1989 | 475       |
| 1925 | 583       | 1964 | 669       | 1995 | 471       |
| 1933 | 546       | 1971 | 627       | 2000 | 468       |

### Ehemalige Bürgermeister
- 1991[12] - 1995(?) Albrecht Jabs[16]

## Sehenswürdigkeiten

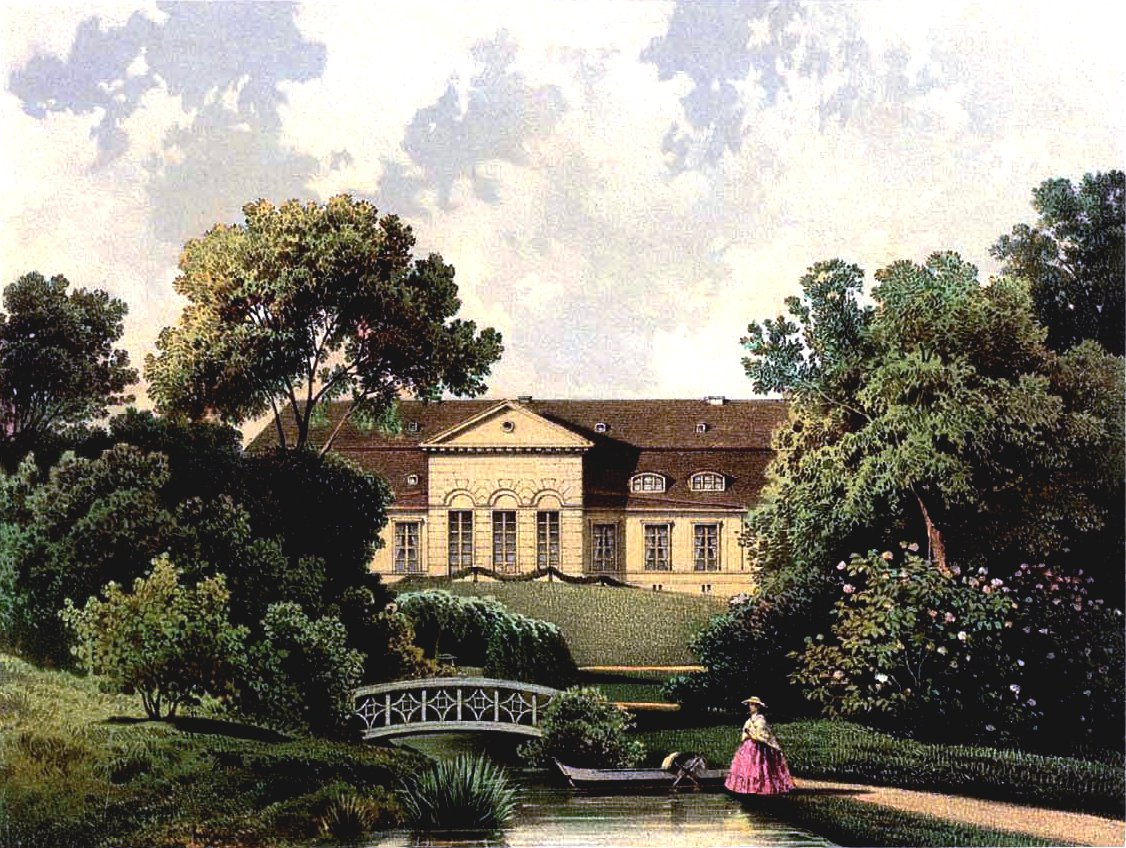
Schloss Ringenwalde in der Sammlung Duncker 1861/62

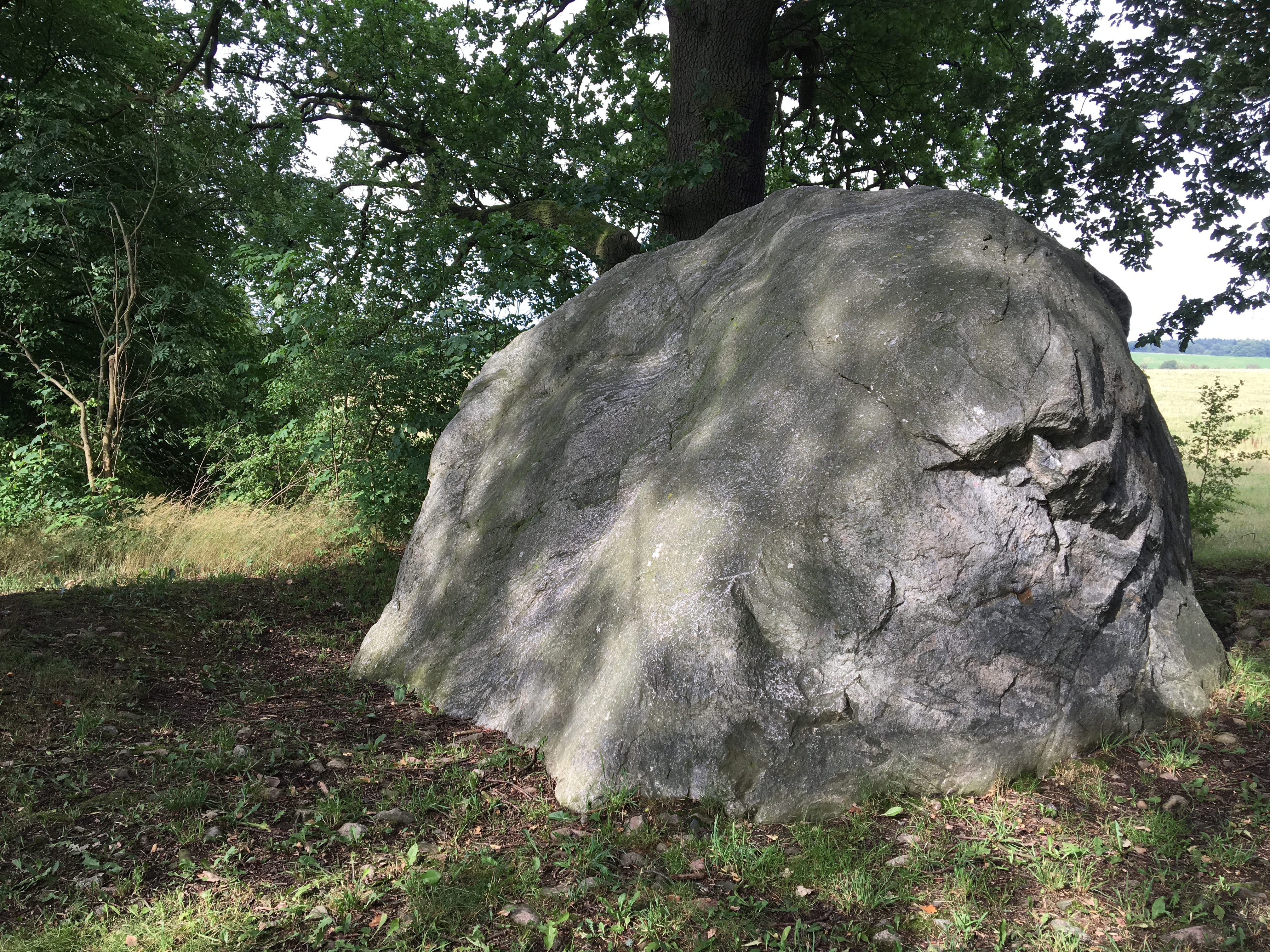
Der Ringenwalder „Riesenstein“, Findling im Schlosspark (2019)

- Dorfkirche Ringenwalde: Die Feldsteinkirche wurde im 13. Jahrhundert errichtet und brannte im letzten Viertel des 16. Jahrhunderts bis auf das Fundament nieder. Die erneute Kirchweihe fand im Jahr 1590 statt.
- Schlosspark der Grafen Saldern-Ahlimb mit einem Gneisgranitfindling von etwa 22 Kubikmetern, der in vorchristlicher Zeit als Opferstein gedient haben soll, der "Riesenstein".
- Dorflehrpfad, der auf 3,5 km an den Sehenswürdigkeiten des Ortes entlangführt.[17]

## Söhne und Töchter des Ortes
- Johann Trieloff (1819–1872), Mühlenbesitzer und Mitglied des Kurhessischen Kommunallandtages
- Willi Mittelstädt (* 1947), Politiker (AfD), Vizepräsident des Landtags von Sachsen-Anhalt